# Paramblopusa
Paramblopusa is een geslacht van kevers uit de familie van de kortschildkevers (Staphylinidae).

## Soorten
- Paramblopusa borealis (Casey, 1906)
- Paramblopusa eoa Ahn & Maruyama, 2000